# Pulgarcito
 (mai 2024).
Si vous disposez d'ouvrages ou d'articles de référence ou si vous connaissez des sites web de qualité traitant du thème abordé ici, merci de compléter l'article en donnant les références utiles à sa vérifiabilité et en les liant à la section « Notes et références ».
Pulgarcito (« Tom Pouce » en espagnol) était un hebdomadaire illustré espagnol publié entre juin 1921 et 1986 par l'éditeur Bruguera (qui s'appelait auparavant El Gato Negro, car son logo était un chat noir).
Ce périodique était extrêmement populaire dans ses premières années. Pulgarcito proposait des histoires courtes, des articles, des passe-temps, des blagues et quelques comic strips. À la suite de difficultés économiques causées par la guerre d'Espagne, seulement 13 numéros parurent entre 1945 et 1947. La publication reprit normalement après 1952, avec une plus grande importance conférée aux comic strips et de nouveaux personnages, dont :
- Zipi y Zape (qui obtinrent plus tard leur propre magazine)
- Las hermanas Gilda
- Carpanta
- El professor Tragacanto

Les auteurs Francisco Ibáñez et Juan López Fernández (ou Jan) travaillèrent pour Pulgarcito pendant ses dernières années. Avec la faillite de l'éditeur Bruguera, la parution de Pulgarcito fut stoppée.